# Parque Estadual dos Pireneus
O Parque Estadual dos Pireneus, também conhecido como Parque dos Pireneus, erroneamente chamado "Pirineus", está localizado entre os municípios de Pirenópolis, Cocalzinho de Goiás e Corumbá de Goiás, no Estado de Goiás.
O parque foi criado em 1987, pela lei 10.321/87 de 20 de novembro de 1987 e teve seus limites estabelecidos pelo Decreto nº 4.830, de 15 de novembro de 1997, para assegurar a proteção de um dos pontos mais altos do Estado de Goiás, a Serra dos Pireneus. Possui uma área de aproximadamente 2.833 hectares e limite entre os parelelos 15°45'S e os meridianos 48°55'W , com perímetro de 28.118,6 m, e fica a 20 km da cidade de Pirenópolis, por uma estrada de terra, e a 6 km da cidade de Cocalzinho de Goiás. É administrado pelo Estado de Goiás através da Secretaria de Meio Ambiente e Recursos Hídricos do Estado de Goiás - SEMARH.

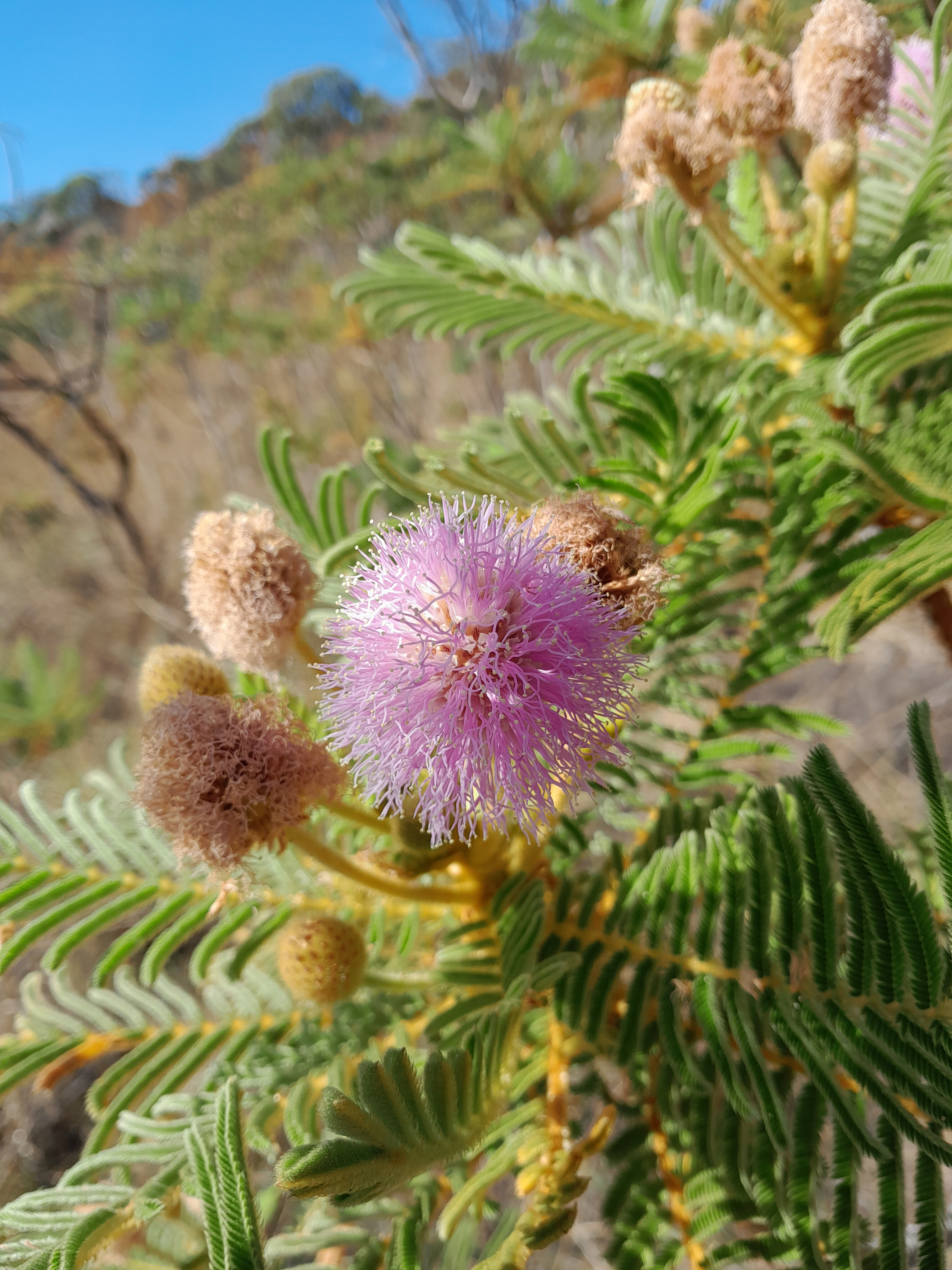
Parque Estadual dos Pireneus

## Características fisionômicas
O parque dos Pireneus tem como principais características as formações rochosas em arenitos e quartzitos, datadas do período pré-cambriano, que abrigam fitofissionomias rupestres com diversas espécies endêmicas. Quase todo ele situa-se acima dos 1.200 metros de altitude. Apesar de pequeno, encontramos neste parque todas as formas de fitofissionomias do Cerrado: campos e matas rupestres, campos limpos, úmidos e semi-inundáveis, matas semi-caducas, matas de galeria, campos de murundu (parque cerrado), etc.
A região apresenta clima tropical úmido, do tipo Aw de Koppen, com duas estações bem definidas: seca, entre os meses de abril a outubro, e úmida, de novembro a março. A temperatura média é de 22° C e a precipitação média anual é de 1.500mm.  

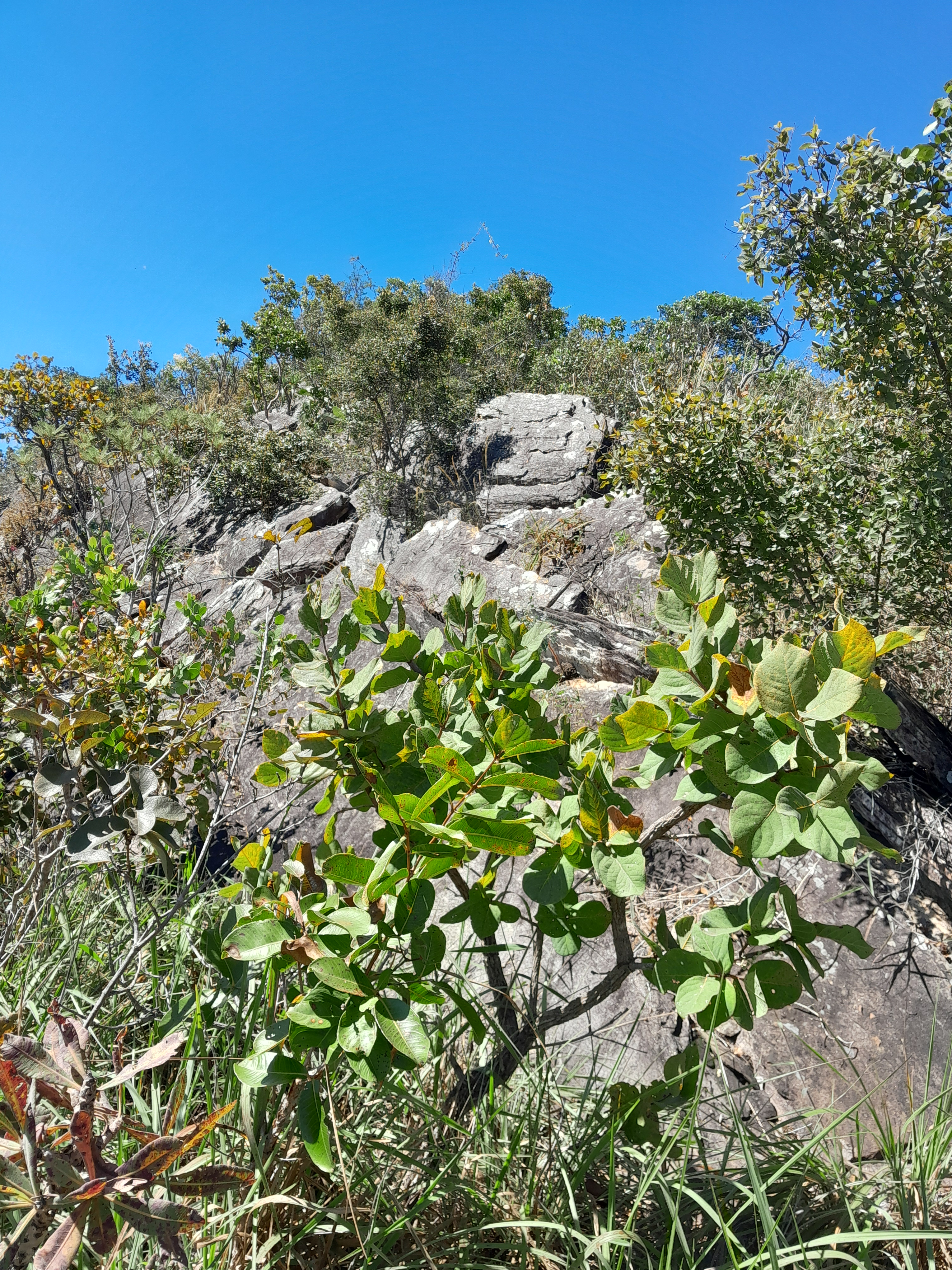
Parque Estadual dos Pireneus

## Hidrografia
Como divisor de águas continentais, possui diversas nascentes que alimentam córregos da Bacia do Tocantins e córregos da Bacia do Prata, como, respectivamente, o rio das Almas, que nasce na divisa do Parque, e o rio Corumbá, cuja nascente se encontra bem próxima dos limites do parque.

## Visitação
O parque ainda não tem seu plano de manejo regulamentado e a visitação não é controlada. Os pontos mais visitados são: O Pico dos Pireneus, ponto culminante da região, com 1.385 metros de altitude; formações rochosas próximo ao Morro Cabeludo, usadas para a prática de escalada; os Pocinhos do Sonrisal (Córrego Capitão do Mato); e as trilhas para prática de ecoturismo.
É extremamente aconselhável a presença de um guia de turismo local, apesar de não ser obrigatória, Pois não há placas indicativas e nem trilhas demarcadas para os mais belos recantos deste parque. Há guias especializados em Pirenópolis.